# Juan Pablo Ledezma
Juan Pablo Ledezma  (Ciudad Juárez, Chihuahua; 28 de diciembre de 1987) es un narcotraficante mexicano, líder actual del cártel mexicano llamado La Línea, que es una escisión del Cártel de Juárez y se dice que es el líder actual de la organización.
El gobierno colombiano y mexicano actualmente ofrece $15 millones de pesos de recompensa por información que conduzca a su captura.